# 요크 유나이티드 FC
요크 유나이티드 FC는 캐나다 온타리오주 요크 지방자치구를 연고로 하는 축구 구단이다. 현재 캐나다 프리미어리그에 참가하고 있으며 홈 구장은 토론토에 있는 요크 라이온즈 스타디움이다.

## 선수 명단

### 현역
- 엘레이아스 히마라스(2021, 2022 ~ )
- 오세이지 드 로사리오(2022 ~ )
- 몰함 바불리(2022 ~ )